# 최적표준
의학에서 최적표준(最適標準, gold standard) 또는 금표준(金標準)은 근거를 기반으로 생각했을 때 현재 진단에 최적이라고 할 수 있는 검사법이다. 다르게 말하면 제한 없이 가능한 가장 정확한 검사법이라고 할 수 있다.
이상적인 최적표준 검사는 민감도가 100%, 즉 위음성 결과가 없이 모든 병이 있는 사람을 병이 있다고 진단할 수 있으면서 동시에 특이도도 100%, 즉 위양성 결과 없이 병이 없는 사람을 있다고 잘못 진단하지 않는 검사법이다. 이러한 의미의 이상적인 최적표준 검사는 현실에 존재하지 않는다.
새로운 진단 기법이 개발되면 최적표준은 변할 수 있다. 예를 들어 대동맥 박리의 진단에서 최적표준 검사는 한때 대동맥조영술이었다. 대동맥조영술의 민감도는 80%, 특이도는 최대 94% 정도로 비교적 낮았다. 이후 컴퓨터단층촬영(CT), 자기공명영상(MRI), 경식도 심장초음파(TEE) 등 보다 덜 침습적이면서도 민감도와 특이도는 더 높은 영상 기법들이 발달하면서 대동맥조영술은 더 이상 대동맥 박리 진단의 최적표준으로 여겨지지 않는다. 다만 새로운 검사법이 널리 퍼지기 전까지는 기존의 검사가 최적표준의 자리를 유지할 수 있다.

## 같이 보기
- 근거중심의학